# Ауачапан (департамент)
Ауачапа̀н (на испански: Ahuachapán) е един от 14-те департамента на централноамериканската държава Салвадор. Намира се в западната част на страната. Площта му е 1240 квадратни километра, а населението – 375 796 души (по изчисления за юни 2020 г.).

## Общини
Департаментът се състои от 12 общини, някои от тях са:
1. Апанека
2. Сан Лоренсо
3. Сан Франсиско Менендес
4. Такуба
5. Турин